# اتحاد شرق آسيا لكرة القدم

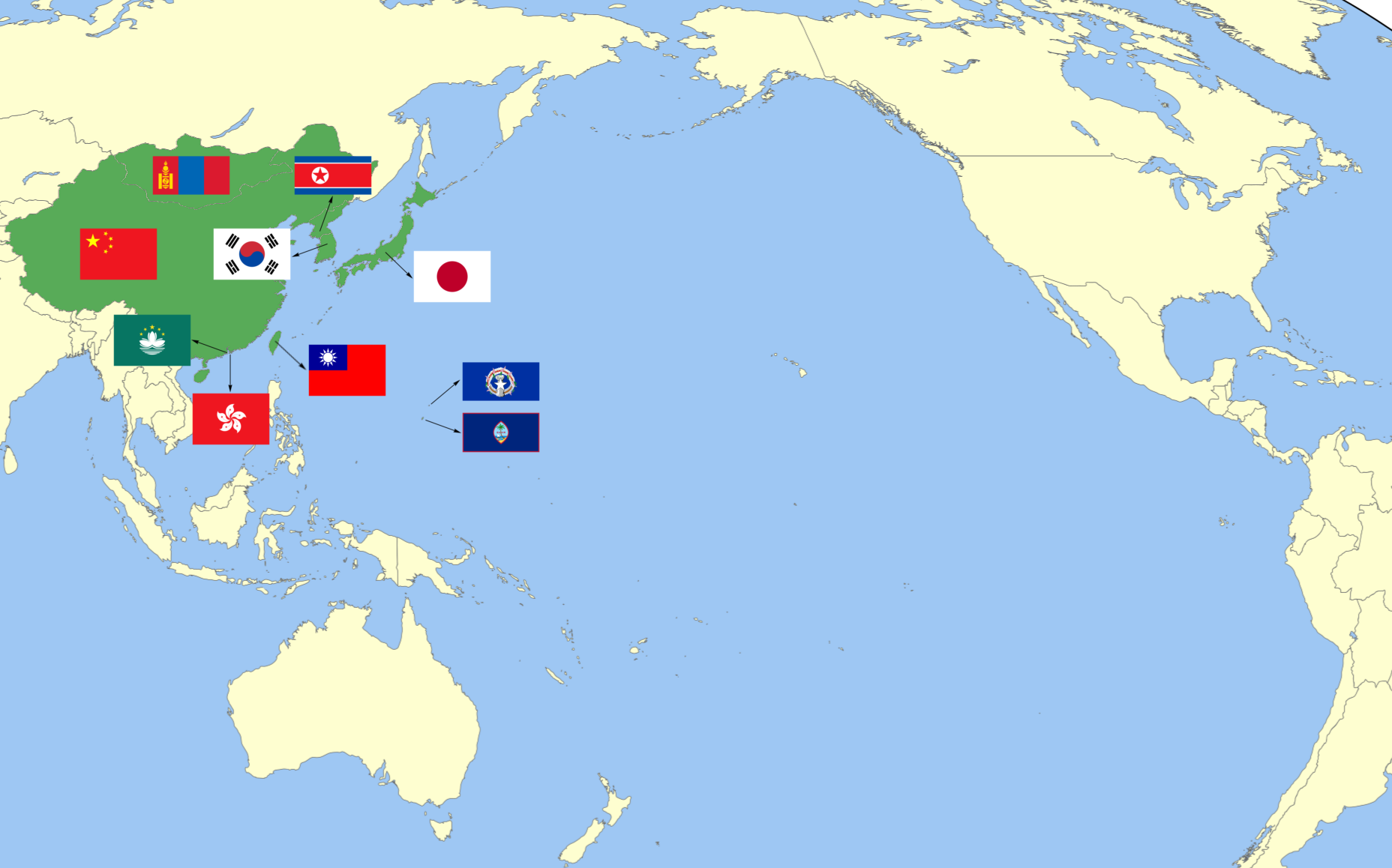
الدول الأعضاء في اتحاد شرق آسيا لكرة القدم

اتحاد شرق آسيا لكرة القدم (EAFF) هو اتحاد تأسس في 28 مايو 2002 لتنظيم رياضة كرة القدم في منطقة شرق آسيا. أعضاء الاتحاد هم الصين، تايبة الصينية، وجوام، وهونغ كونغ، واليابان، وكوريا الشمالية، وكوريا الجنوبية، وماكاو، ومنغوليا، بالإضافة إلى جزر ماريانا الشمالية (عضوية مؤقتة). يدير الاتحاد بطولة كأس شرق آسيا كل ثلاثة أعوام، للرجال وللنساء وللشباب.

## وصلات خارجية
- الموقع الرسمي